# 美國對台軍售
美國對台軍售，又稱台灣向美軍購。美國政府在1979年與中華人民共和國政府建交、與中華民國政府斷交後，為确立和臺灣的交往依據，美国国会制定通過《台湾关系法》，以国内法的形式规定，美國的政策包括「提供防禦性武器給臺灣」（provide Taiwan with arms of a defensive character），此后多次向臺灣销售武器。美国国防部將對台軍售界定為政府對政府的「外國軍售」（Foreign Military Sales）關係，以提升臺灣對中國大陸的防禦能力。
详细军售内容参见美国对台军售列表。

## 历史

### 制定及發展
1979年1月，在美国吉米·卡特政府「認知」（acknowledges）中方“一个中国”的立場并与中華民國断交的前提下，中华人民共和国与美国正式建交。同年2月，美國副國務卿華倫·克里斯多福在國會聽證會上表示，美國認為英文條文才對美國有拘束力；而美國在臺協會主席薄瑞光也強調美國多年來「明白表示『認知』不代表認可、不代表接受，除了『認知』以外不代表任何意義。」且中美就美國对台军事关系一直未能达成协议。
同年春，美国国会制定《台灣關係法》，要求「美國將使臺灣能夠獲得數量足以使其維持足夠的自衛能力的防衛物資及技術服務」、「美国总统和國會將依據他們對臺灣防衛需要的判斷，遵照法定程序，來決定提供上述防衛物資及服務的種類及數量。對臺灣防衛需要的判斷應包括美國軍事當局向總統及國會提供建議時的檢討報告。」、「總統如遇臺灣人民的安全或社會經濟制度遭受威脅，因而危及美國利益時，應迅速通知國會。總統和國會將依憲法程序，決定美國應付上述危險所應採取的適當行動。」，因而賦予美國政府出售臺灣武器裝備滿足防禦需要的法理權限，并在台湾遭攻击时协防台湾的法理依據。
1982年8月，中美两国政府因国际形势变化发表《八一七公报》，其稱美国不得再提高售台武器的性能并要逐步减少数量。然而，隆納·雷根總統亦提出不贊成對臺軍售設定期限及美國對臺軍售前無需徵詢北京意見的「對臺六項保證」，同時還提出對《八一七公报》之執行須依兩岸關係而定的內部備忘錄。

### 第一次擴大
1990年代开始军售规模再度扩大，美國國會制定與總統簽署的法律傾向確認《台灣關係法》的法律位階高於公報。2003年，美國將台灣納入事實上的主要非北約盟友。此外，美國國防部每年向國會遞交的《中國軍力報告》通常都會將中國武力攻台的可能性納入觀察重點之一。

### 蔡英文政府時期
在80年代以及2008-2016年對台軍售有兩次沈寂，2018年美國國會制定《2018年亞洲再保證倡議法》並經唐納·川普總統簽署，其中第209條款「對臺灣之承諾」重申支持美國與台灣間政治、經濟及安全的合作，規定「美國總統應依來自中國之威脅而定期對台軍售」。
過去臺方得先向美方提「報價需求信函」（Letter of Request for Price and Availability），在無時間限制的狀況下等到美方答復後再提「發價書需求信函」，接著美方得在半年內答覆且必須通知美國國會；2018年底起，美方同意臺方可以直接提「發價書需求信函」。中華民國國防部發言人陳中吉少將表示，川普政府逐案處理的對台軍售方式可能比以前的大包裹式更有效率。美台商業協會亦指出，將包裹軍售改為更常態化的逐案處理較能因應台灣的防衛需求。

## 各界反應

### 中華民國
多屆中華民國總統均認為，美國對台軍售「有助于中華民國增强防衛」，並在台灣加强与中國大陸经济联系的同时「使中華民國有安全感」。
中華民國國防部軍事戰略指導原則為「多重嚇阻、防衛固守」。
總統蔡英文、時任行政院院長賴清德表示臺灣在對抗反民主勢力的前線，將增列國防預算來支應對美軍備採購、籌獲先進武器系統，以維護臺灣安全、強化臺灣國防，確保自由、民主、人權、法治等價值，維持印太區域之和平穩定繁榮。如果有重大軍購案，政府會編列特別預算。外交部部長吳釗燮則表示「如果讓中國認定臺灣是脆弱的、沒有長期足夠的美國支持，那麼中國就會考慮啟動武力占領臺灣的行動方案」，他也感謝美國提供戰機飛行員培訓計畫之軍售案讓飛官返回臺灣守護天空與保護國家安全。

### 中华人民共和国
中華人民共和國宣稱台湾是該国领土，一旦台灣正式聲稱独立或“和平統一的可能性完全喪失”，它將動用武力。有關美國對臺軍售，中華人民共和國的立場均認定軍售「干涉中國内政」、「嚴重危害中國國家安全」、“严重违反国际法和国际关系基本准则”，“严重违反一个中国原则和中美三个联合公报确立的原则”。
2007年，中華人民共和國曾因不滿美国对臺军售，以及西藏精神領袖第十四世达赖喇嘛對華盛頓特區的訪問，拒絕三艘美國軍艦進入香港港口。由於其中两艘軍艦当时正處於風暴中，部分美國官員對中國大陸的停泊禁令表示了不滿。2019年8月21日，在美国拟向台湾出售总价约80亿美元的66架F-16战机及相关设备的消息发布后，中华人民共和国外交部发言人耿爽表示“将采取一切必要措施维护自身利益，包括对参与此次售台武器的美国公司实施制裁”。
2020年5月26日（全国两会期间），全國人大解放軍和武警部隊代表團新聞發言人、中华人民共和国國防部新聞發言人吳謙就對台軍售一事发表观点，认为“搞‘台獨’就是死路一條，搞武力對抗就是自取滅亡”。
2020年7月14日，中華人民共和國外交部发言人赵立坚宣佈對7月10日美國對台军售案的主要承包商洛克希德·马丁公司实施制裁。
2020年10月，美国国务院於一周内批准两笔对台军售案，计划出售包含100套“鱼叉”岸防巡航导弹系统等多项武器装备。中華民國國防部表示，美國此次售台武器射程覆蓋中國大陆沿岸。10月26日，中国外交部发言人赵立坚在外交部例行记者会上表示，中方决定对参与对台军售的洛克希德·马丁、波音防务、雷神等美国企业以及與售台武器相關的美国有关个人与实体实施制裁。10月27日，中国外交部发言人汪文斌在外交部例行记者会上表示，反對美國向台灣出售魚叉海岸防禦系統。10月28日，国台办发言人朱凤莲對中華民國國防部的發言表示，「这个说法充分印证，台独分裂势力及其活动是台海和平稳定的现实威胁。民进党当局不断挑衅升级谋“独”言行，不断挑衅升级“以武拒统”行为，最终必然是死路一条。挑衅谋“独”的结果，必将是加快统一步伐」。11月4日，中國外交部發言人汪文斌再次反對美國對台軍售。其後，波音向中國民用航空局爭取復飛波音737 MAX但曾兩度被拒，據說亦與美台軍售後中方的反制措施有關。
2022年2月21日，中华人民共和国外交部宣布引用《反外国制裁法》，制裁长期参与对台军售的雷神技术公司和洛克希德马丁公司，反制美国拜登政府于同年2月7日向台湾出售价值1亿美元的爱国者系统工程勤务（Patriot ESM）。
2023年2月16日，中國商務部宣布決定將參與對台灣軍售的兩家美國軍火公司洛克希德·馬丁、雷神導彈與防務列入不可靠實體清單，並禁止兩家企業從事與中國有關的進出口活動；禁止兩家上企業在中國境內新增投資；禁止兩家企業高級管理人員入境；不批准並取消兩家企業高級管理人員在中國境內工作許可、停留以及居留資格；對兩家企業分別處以罰款，金額為《不可靠實體清單規定》實施以來各企業對台軍售合同金額的兩倍。
2024年1月7日，中华人民共和国外交部宣布对贝宜陆上和武器系统公司、联合技术系统运营公司、宇航环境公司、ViaSat公司和Data Link Solutions公司实施制裁。
2024年4月11日，中华人民共和国外交部宣布对通用原子航空系统公司和通用动力陆地系统公司采取反制措施。
2024年6月21日，中华人民共和国外交部宣布对洛克希德·马丁公司相关实体（洛克希德·马丁导弹系统集成实验室、洛克希德·马丁先进技术实验室、洛克希德·马丁风险投资公司）和高级管理人员采取反制措施。
2024年7月12日，中华人民共和国外交部宣布对安杜里尔公司、海上战术系统公司、环太平洋防务公司、AEVEX航天公司、LKD航天公司和顶峰科技公司等6家企业和高级管理人员采取反制措施。
2024年9月18日，中华人民共和国外交部宣布对美国内华达山脉公司、摇杆舵公司、立方公司、S3航空防务公司、特科姆公司、文本矿公司、扁平地球管理公司、ACT1联邦公司、埃克索维拉公司等9家企业采取反制措施。
2024年10月10日，鉴于美国宣布向台湾提供大额武器援助，中华人民共和国外交部宣布对边缘自治运营公司、亨廷顿·英格尔斯工业公司、斯凯迪奥公司等3家企业采取反制措施。
2024年10月15日，中华人民共和国国防部新聞發言人吴谦表示，“‘天价’与‘废旧’是美国对台军售的两个‘驰名商标’”。
2024年12月27日，中华人民共和国外交部宣布对英斯图公司、哈德森技术公司、萨罗尼克科技公司、雷神加拿大公司、雷神澳大利亚公司、爱尔康公司、国际海洋工程公司采取反制措施。

### 美国
自《台灣關係法》立法後，美國平均每年會宣布數筆對臺軍售，歷任國務卿均曾公開發表其對提升台灣防禦能力的「承諾與義務」。美国国防部长詹姆士·馬提斯於2017年6月在新加坡「香格里拉對話」演說時曾表明「美國國防部依然堅定致力與台灣及其民主政府合作，提供必要的防衛軍備，以符合我們台灣關係法所闡述的義務」。多位美國太平洋司令部（現印太司令部）司令均表明美國政府會根據《台灣關係法》持續且有規律的出售武器給與美國共享開放經濟與自由民主價值的臺灣，並協助臺灣軍事訓練，發展可用、有韌性且具成本效益的威懾與自我防衛能力，太平洋司令部「每天」都在執行《台灣關係法》下提供臺灣人民保障的義務。
2016年12月2日，美國總統當選人唐納·川普公布和中華民國總統蔡英文通話，同日稍後，唐納·川普再度於推特與臉書發文以反諷語氣為自己辯護說：「真有意思，美國出售台灣數十億美元軍備，而我竟不該接一通祝賀電話。」2017年11月，據報道，川普表明美國會繼續提供防禦性武器給台灣，並未考慮終止對台軍售。
2019年4月，美國國家安全顧問約翰·波頓批評中國，認為其軍事行動會為台海局勢帶來負面影響，並只會推動「世界各地珍視民主的人們之決心」，同時表明《台灣關係法》與美國對臺的承諾是「明晰的」。甫卸任的前美國眾議院議長保羅·萊恩也曾在臺北參加台灣關係法40週年慶祝酒會致詞時發表觀點，「我們對台灣安全的承諾仍然堅若磐石」；部分美國國務院官員甚至指出，美國與台灣的合作已超過軍售範疇，包括訓練、交流與準則發展等。

### 日本
日本內閣批准的《日本防衛白皮書》，表示了對中國大陸軍力的提升、美國對臺軍售、及臺灣自主研發武器等動向的關注。部分日本國會議員、政府官員、前自衛隊將領、學者等試圖推動對日本版「台灣關係法」的制定，以此將日本同台灣的政治、外交、經濟、防衛及實質合作關係加以法律保障，並介入中國大陸對台灣的主權聲索及可能的軍事行動。